# Comté de Jay
Pour les articles homonymes, voir Jay.
Le comté de Jay, en anglais : Jay County, est l'un des comtés de l'Indiana. Le siège de comté se situe à Portland. Le comté a été fondé en 1835.

## Comtés adjacents
- comté d'Adams au nord,
- comté de Mercer dans l'Ohio à l'est,
- comté de Darke dans l'Ohio au sud-est,
- comté de Randolph au sud,
- comté de Delaware au sud-ouest,
- comté de Blackford à l'ouest,
- comté de Wells au nord-ouest,

## Municipalités du comté
- Bryant,
- Collett,
- Dunkirk,
- Pennville,
- Portland,
- Redkey,
- Salamonia,

### Townships
- Township de Bearcreek
- Township de Greene
- Township de Jackson
- Township de Jefferson
- Township de Knox
- Township de Madison
- Township de Noble
- Township de Penn
- Township de Pike
- Township de Richland
- Township de Wabash
- Township de Wayne